# SPInka Film Studio
SPInka Film Studio – producent, dla którego Git Produkcja robi seriale animowane dawniej dla 4fun.tv (2004-2010), Rebel:tv (2010-2013) oraz Showmaxa (2017-2019), a obecnie dla YouTube’a (od 2008), cda.pl (od 2019), Netflixa (od 2020), TV4 (od 2024) i Canal+ (od 2025). 
Początkowo były to animacje o bardzo słabej jakości obrazu, które charakteryzowały rozpoznawalne dla jej twórców czarny humor oraz stosowanie wulgaryzmów. Twórcą tych kreskówek jest Bartosz Walaszek, członek zespołu filmowego Z.F. Skurcz. Git Produkcja stworzyła również krótkie animacje dla telewizji Superstacja, które przedstawiały polityków w krzywym zwierciadle.

## Produkcje SPInka Film Studio

### Seriale animowane
- Adversaries
- Agent Tomek
- Armagedon 2012
- Bird Brain
- Blok Ekipa
- Bułgarski pościggg
- Ciota Marianek
- Czesiek hydraulik
- Człowiek Biegunka
- Czy wiecie, że...
- Draka na Farmie
- Egzorcysta
- Elektroglina 2050
- Epickie Przygody Kapitana Fuszerki
- Filmowe Viceversum
- Galaktyczne lektury
- Generał Italia
- Git bajka
- Kapitan Bomba
- Kapitan Torpeda
- Koleś Git
- Koń Rafał
- Laserowy Gniew Dzidy
- Marianek
- Mikołaj Waldek
- Mister Grochowa
- Miś Filemon
- Miś Push-Upek
- Osa Aldona i bąk Andrzej
- Piesek Leszek
- Pindol Historia pewnego kurczaka
- Pod gradobiciem pytań
- Poradnik prawdziwego mężczyzny
- Porucznik Kabura
- Rodzinka Krejzoli
- Rycerze Doliny Rozdupy
- Stojący Wąż
- Wesołe kino
- What If
- Wojtas Szuka Żony
- Zeszytowy Sadysta
- Włatcy Móch: One

### Filmy
- Kapitan Bomba – Kutapokalipsa
- Kapitan Bomba – Zemsta Faraona
- Sarnie żniwo, czyli pokusa statuetkowego szlaku
- Wściekłe pięści Węża
- Wściekłe pięści Węża 3 – Wściekły Wąż vs. Cyborg Zombie

### Seriale
- Kaliber 200 volt
- Podporucznik Rybarczyk
- Glina z Brooklyna

### Filmy krótkometrażowe
- Z wędziskiem za pan brat